# Sierra de los Llanos
Sierra de los Llanos är en ås i Argentina.   Den ligger i provinsen La Rioja, i den centrala delen av landet, 900 km nordväst om huvudstaden Buenos Aires.
Omgivningarna runt Sierra de los Llanos är i huvudsak ett öppet busklandskap. Runt Sierra de los Llanos är det mycket glesbefolkat, med 3 invånare per kvadratkilometer.